# Duresa Rosiwal
L′ escala de Rosiwal  deu el seu nom a l'il·lustre geòleg austríac August Karl Rosiwal. L'escala Rosiwal basa el seu mesura a valors absoluts, a diferència de l'escala de Mohs els valors són relatius, i l'interès queda relegat a l'aficionat o una primera aproximació que el fa útil en la investigació de camp ( in situ ).

## Taula de valors Rosiwal
| Valor MOHS | Mineral   | Valor ROSIWAL | Valor ROSIWAL | Valor ROSIWAL | Valor ROSIWAL | Valor ROSIWAL | Valor ROSIWAL | Valor ROSIWAL | Composició química                  |
| Duresa     | Mineral   | 1             | 10            | 100           | 1.000         | 10.000        | 100.000       | 1000000       | Composició química                  |
| ---------- | --------- | ------------- | ------------- | ------------- | ------------- | ------------- | ------------- | ------------- | ----------------------------------- |
| 1          | Talc      | ****          |               |               |               |               |               |               | Mg 3 Si 4 O 10 (OH) 2               |
| 2          | Guix      | *****         | *             |               |               |               |               |               | CaSO 4 · 2H 2 O                     |
| 3          | Calcita   | *****         | *****         |               |               |               |               |               | CaCO 3                              |
| 4          | Fluorita  | *****         | *****         |               |               |               |               |               | CaF 2                               |
| 5          | Apatita   | *****         | ******        |               |               |               |               |               | Ca 5 (PO 4 ) 3 (OH - , Cl - , F - ) |
| 6          | Feldespat | *****         | *****         | ****          |               |               |               |               | KAlSi 3 O 8                         |
| 7          | Quars     | *****         | *****         | *****         | *             |               |               |               | SiO 2                               |
| 8          | Topazi    | *****         | *****         | *****         | ***           |               |               |               | Al 2 SiO 4 (OH - , F - ) 2          |
| 9          | Corindó   | *****         | *****         | *****         | *****         |               |               |               | Al 2 O 3                            |
| 10         | Diamant   | *****         | *****         | *****         | *****         | *****         | *****         | **            | C                                   |

| Minerale  | Grau escala de Mohs | Duresa Rosiwal |
| --------- | ------------------- | -------------- |
| Talc      | 1°                  | 0,03           |
| Guix      | 2°                  | 1,25           |
| Calcita   | 3°                  | 4,5            |
| Fluorita  | 4°                  | 5              |
| Apatita   | 5°                  | 5,5            |
| Feldespat | 6°                  | 37             |
| Quars     | 7°                  | 120            |
| Topazi    | 8°                  | 175            |
| Corindó   | 9°                  | 1.000          |
| Diamant   | 10°                 | 140.000        |
Mesura en escales absoluta la duresa dels minerals, s'expressa com la resistència a l'abrasió mesures en proves de laboratori i prenent com a base el corindó amb un valor de 1000.

Comparació entre les escales de Mohs i de knoop.

## Escala de knoop
L'escala de Rosiwal s'usa en mineralogia de la mateixa manera que l'escala de Mohs i la knoop.